# Cioroiași (gmina)
Cioroiași (Cioroiașiⓘ) – gmina w Rumunii, w okręgu Dolj. Obejmuje miejscowości Cetățuia, Cioroiași i Cioroiu Nou. W 2011 roku liczyła 1595 mieszkańców.